# Beacon Hill (kulle i Antarktis)
Beacon Hill är en kulle i Antarktis. Den ligger i Västantarktis. Argentina, Chile och Storbritannien gör anspråk på området. Toppen på Beacon Hill är 1 810 meter över havet, eller 60 meter över den omgivande terrängen. Bredden vid basen är 13,2 km.
Terrängen runt Beacon Hill är varierad. Trakten är obefolkad. Det finns inga samhällen i närheten.